# Projekat „Novi Tul”
Projekat "Novi Tul" je nikada objavljena epizoda serijala Mister No. Epizoda je planirana za 1993. godinu, ali je edicija zaustavljena na prethodnom broju - #997. Objavljena je u piratskom izdanju 2018. godine. Koštala je 350 dinara.

## Originalna epizoda
Originalna epizoda objavljena je u #202 edicije Mister No u izdanju Bonelija u Italiji pod nazivom L’arma finale. Izašla je 1. marta 1992. godine. Koštala je 2.300 lira. Epizodu su nacrtali Domeniko di Vito i Stefano di Vito, a scenario napisao Luiđi Minjako. Naslovnicu je nacrtao Roberto Dizo.

## Nastavak izlaženja LMS
Posle pauze od 29 godina LMS je nastavio da izlazi 2022. godine, ali ne od ovog broja već od #999. Razlog što izdavačka kuća Golconda nije mogla da nastavi sa #998 leži verovatno u tome što prava na izdavanje edicije Mister No trenutno u Srbiji drži kuća Veseli četvrtak, koja ga izdaje u posebnoj ediciji.

## Prethodna i naredna epizoda
Prethodna epizoda bila je sveska Mister Noa Medeni mesec (#997), koja je izašla 1993, i koja je bila poslednja u originalnoj ediciji. Naredna epizoda Velikog Bleka Kavez (#999), koja je izašla 29 godina kasnije.